# 累 (漫畫)
《累》是日本漫畫家松浦だるま創作的日本漫畫作品。於講談社漫畫雜誌《Evening》2013年4月至2018年8月期間進行連載，單行本全14卷。
本作為作者在2009年與2012年獲得Evening新人獎後，首次的連載出道作。單行本發行至12卷時累計銷售量突破200萬。2015年於第39屆講談社漫畫獎一般部門中列入候補名單、在全國書店店員推薦漫畫第10回（2015年）獲得第九名。
2014年12月出版由作者親自撰寫的衍生小說《誘》（誘 -いざな-）來講述主角母親的故事。2017年宣布將改編成真人電影的消息，2018年9月7日上映。

## 登場人物
淵累
本作主角。從小因長相而遭到欺凌。
誘
累的母親，和她有著一樣醜陋的臉龐。

## 出版書籍
第13卷特裝版附贈短篇小說。
| 集數 | 講談社         | 講談社                                                  | 台灣東販       | 台灣東販               |
| 集數 | 發售日期       | ISBN                                                    | 發售日期       | ISBN                   |
| ---- | -------------- | ------------------------------------------------------- | -------------- | ---------------------- |
| 1    | 2013年10月23日 | ISBN 978-4-06-352485-7                                  | 2015年4月16日  | ISBN 978-986-331-699-2 |
| 2    | 2014年1月23日  | ISBN 978-4-06-352497-0                                  | 2015年9月16日  | ISBN 978-986-331-822-4 |
| 3    | 2014年5月23日  | ISBN 978-4-06-354516-6                                  | 2015年11月16日 | ISBN 978-986-331-378-6 |
| 4    | 2014年10月23日 | ISBN 978-4-06-354539-5                                  | 2016年1月19日  | ISBN 978-986-331-907-8 |
| 5    | 2015年3月23日  | ISBN 978-4-06-354564-7                                  | 2016年4月15日  | ISBN 978-986-331-996-2 |
| 6    | 2015年7月23日  | ISBN 978-4-06-354583-8                                  | 2016年8月10日  | ISBN 978-986-475-089-4 |
| 7    | 2015年11月20日 | ISBN 978-4-06-354598-2                                  | 2017年1月17日  | ISBN 978-986-475-224-9 |
| 8    | 2016年4月22日  | ISBN 978-4-06-354615-6                                  | 2017年5月15日  | ISBN 978-986-475-349-9 |
| 9    | 2016年8月23日  | ISBN 978-4-06-354632-3                                  | 2017年8月10日  | ISBN 978-986-475-411-3 |
| 10   | 2016年12月22日 | ISBN 978-4-06-354649-1                                  | 2018年2月1日   | ISBN 978-986-475-568-4 |
| 11   | 2017年6月23日  | ISBN 978-4-06-354667-5                                  | 2018年7月16日  | ISBN 978-986-475-718-3 |
| 12   | 2017年10月23日 | ISBN 978-4-06-354691-0                                  | 2019年1月21日  | ISBN 978-986-475-878-4 |
| 13   | 2018年4月23日  | ISBN 978-4-06-511133-8 ISBN 978-4-06-511252-6（特装版） | 2020年1月22日  | ISBN 978-986-511-241-7 |
| 14   | 2018年9月7日   | ISBN 978-4-06-512567-0                                  | 2020年2月24日  | ISBN 978-986-511-271-4 |

小說
- （星海社）

2014年12月16日發售、ISBN 978-4-06-139910-5（全1卷）
畫集
- （講談社）

2018年9月7日發售、ISBN 978-4-06-513569-3（全1卷）

## 真人電影
由芳根京子、土屋太鳳主演，於2018年9月7日上映。

### 主要演員
- 丹澤妮娜 - 土屋太鳳
- 淵累 - 芳根京子
- 烏合零太 - 横山裕
- 淵峰世 - 筒井真理子
- 丹澤紡美 - 生田智子
- 富士原佳雄 - 村井國夫
- 淵透世 - 檀麗
- 羽生田釿互 - 淺野忠信

### 製作人員
- 原作 - 松浦だるま
- 導演 - 佐藤祐市
- 劇本 - 黒岩勉
- 音樂 - 菅野祐悟
- 主題曲 - Aimer「Black Bird」（SME Records）
- 製作 - 石原隆、市川南、吉羽治
- 製作人 - 上原寿一、橋本芙美、片山怜子
- 執行製作人 - 武石宏登
- 攝影 - 谷川創平
- 美術 - 相馬直樹
- 照明 - 李家俊理
- 錄音 - 田中靖志
- 裝飾 - 田口貴久
- 編輯 - 田口拓也
- 人物設計監修、服裝設計 - 柘植伊佐夫
- 場記 - 松澤一美
- 音響效果 - 岡瀬晶彦
- 選曲 - 藤村義孝
- 選角 - 川村恵
- 副導演 - 加藤文明
- 制作擔當 - 持田一政
- 配給 - 東宝
- 主要製作 - 共同電視
- 製作 - 映画「累」製作委員会（富士電視台、東宝、講談社）

## 關連項目
- 累淵

## 外部連結
- 累-かさね- / 松浦だるま - イブニング公式サイト - モアイ （页面存档备份，存于）
- 電影「累-かさね-」官方網站 （页面存档备份，存于）
- 映画「累-かさね-」的X（前Twitter）